# Ozan Kökçü
Ozan Can Kökçü (Haarlem, 18 agosto 1998) è un calciatore azero con cittadinanza olandese, attaccante del Volendam e della nazionale azera.

## Biografia
Anche suo fratello Orkun è un calciatore professionista.

## Carriera

### Club
Cresciuto nei settori giovanili di IJVV Stormvogels, Groningen e Feyenoord, nel 2017 si è trasferito al Bursaspor, che nel gennaio del 2018 lo ha ceduto in prestito all'RKC Waalwijk, società militante nella seconda divisione olandese, fino al termine della stagione. Nel mese di agosto, è stato acquistato a titolo definitivo dal Giresunspor, squadra della seconda divisione turca. Nel 2019 è stato ceduto al Sabah, formazione militante nella massima serie azera. Qui ha giocato per una stagione e mezza, prima di tornare a giocare, seppur in prestito, nella seconda divisione olandese, al Telstar, venendo poi riscattato nel gennaio del 2021. Nel 2022 si è trasferito all'Eindhoven, altro club della seconda divisione olandese.

### Nazionale
Ha rappresentato le nazionali giovanili azere Under-20 ed Under-21.
Il 22 settembre 2022 ha esordito con la nazionale maggiore, giocando l'incontro vinto 2-1 in trasferta contro la Slovacchia, valido per la UEFA Nations League 2022-2023.

## Statistiche

### Presenze e reti nei club
Statistiche aggiornate al 23 settembre 2022.
| Stagione        | Squadra         | Campionato      | Campionato | Campionato | Coppe nazionali | Coppe nazionali | Coppe nazionali | Coppe continentali | Coppe continentali | Coppe continentali | Altre coppe | Altre coppe | Altre coppe | Totale | Totale |
| Stagione        | Squadra         | Comp            | Pres       | Reti       | Comp            | Pres            | Reti            | Comp               | Pres               | Reti               | Comp        | Pres        | Reti        | Pres   | Reti   |
| --------------- | --------------- | --------------- | ---------- | ---------- | --------------- | --------------- | --------------- | ------------------ | ------------------ | ------------------ | ----------- | ----------- | ----------- | ------ | ------ |
| 2017-gen. 2018  | Bursaspor       | SL              | 0          | 0          | CT              | 2               | 0               |                    | -                  | -                  |             | -           | -           | 2      | 0      |
| gen.-giu. 2018  | RKC Waalwijk    | 1D              | 14         | 1          | CO              | -               | -               |                    | -                  | -                  |             | -           | -           | 14     | 1      |
| 2018-2019       | Giresunspor     | 1L              | 14         | 0          | CT              | 2               | 0               |                    | -                  | -                  |             | -           | -           | 16     | 0      |
| 2019-2020       | Sabah           | PL              | 15         | 1          | CA              | 2               | 0               |                    | -                  | -                  |             | -           | -           | 17     | 1      |
| 2020-gen. 2021  | Sabah           | PL              | 12         | 0          | CA              | -               | -               |                    | -                  | -                  |             | -           | -           | 12     | 0      |
| Totale Sabah    | Totale Sabah    | Totale Sabah    | 27         | 1          |                 | 2               | 0               |                    | -                  | -                  |             | -           | -           | 29     | 1      |
| gen.-giu. 2021  | Telstar         | 1D              | 18         | 2          | CO              | -               | -               |                    | -                  | -                  |             | -           | -           | 18     | 2      |
| 2021-2022       | Telstar         | 1D              | 29         | 2          | CO              | 3               | 0               |                    | -                  | -                  |             | -           | -           | 32     | 3      |
| Totale Telstar  | Totale Telstar  | Totale Telstar  | 47         | 4          |                 | 3               | 0               |                    | -                  | -                  |             | -           | -           | 50     | 4      |
| 2022-2023       | Eindhoven       | 1D              | 7          | 4          | CO              | 0               | 0               |                    | -                  | -                  |             | -           | -           | 7      | 4      |
| Totale carriera | Totale carriera | Totale carriera | 109        | 10         |                 | 9               | 0               |                    | -                  | -                  |             | -           | -           | 118    | 10     |

### Cronologia presenze e reti in nazionale
| Cronologia completa delle presenze e delle reti in nazionale ― Azerbaigian | Cronologia completa delle presenze e delle reti in nazionale ― Azerbaigian | Cronologia completa delle presenze e delle reti in nazionale ― Azerbaigian | Cronologia completa delle presenze e delle reti in nazionale ― Azerbaigian | Cronologia completa delle presenze e delle reti in nazionale ― Azerbaigian | Cronologia completa delle presenze e delle reti in nazionale ― Azerbaigian | Cronologia completa delle presenze e delle reti in nazionale ― Azerbaigian | Cronologia completa delle presenze e delle reti in nazionale ― Azerbaigian |
| Data                                                                       | Città                                                                      | In casa                                                                    | Risultato                                                                  | Ospiti                                                                     | Competizione                                                               | Reti                                                                       | Note                                                                       |
| -------------------------------------------------------------------------- | -------------------------------------------------------------------------- | -------------------------------------------------------------------------- | -------------------------------------------------------------------------- | -------------------------------------------------------------------------- | -------------------------------------------------------------------------- | -------------------------------------------------------------------------- | -------------------------------------------------------------------------- |
| 22-9-2022                                                                  | Trnava                                                                     | Slovacchia                                                                 | 1 – 2                                                                      | Azerbaigian                                                                | UEFA Nations League 2022-2023 - 1º turno                                   | -                                                                          | 72’                                                                        |
| 25-9-2022                                                                  | Mərdəkan                                                                   | Azerbaigian                                                                | 3 – 0                                                                      | Kazakistan                                                                 | UEFA Nations League 2022-2023 - 1º turno                                   | -                                                                          | 46’                                                                        |
| 16-11-2022                                                                 | Chișinău                                                                   | Moldavia                                                                   | 1 – 2                                                                      | Azerbaigian                                                                | Amichevole                                                                 | -                                                                          | 46’                                                                        |
| 20-11-2022                                                                 | Skopje                                                                     | Macedonia del Nord                                                         | 1 – 3                                                                      | Azerbaigian                                                                | Amichevole                                                                 | -                                                                          | 59’                                                                        |
| 24-3-2023                                                                  | Linz                                                                       | Austria                                                                    | 4 – 1                                                                      | Azerbaigian                                                                | Qual. Euro 2024                                                            | -                                                                          | 46’                                                                        |
| 12-9-2023                                                                  | Mərdəkan                                                                   | Azerbaigian                                                                | 2 – 1                                                                      | Giordania                                                                  | Amichevole                                                                 | -                                                                          | 46’                                                                        |
| 22-3-2024                                                                  | Baku                                                                       | Azerbaigian                                                                | 1 – 0                                                                      | Mongolia                                                                   | Amichevole                                                                 | -                                                                          | 46’                                                                        |
| 5-9-2024                                                                   | Baku                                                                       | Azerbaigian                                                                | 1 – 3                                                                      | Svezia                                                                     | UEFA Nations League 2024-2025 - 1º turno                                   | -                                                                          | 75’                                                                        |
| 8-9-2024                                                                   | Košice                                                                     | Slovacchia                                                                 | 2 – 0                                                                      | Azerbaigian                                                                | UEFA Nations League 2024-2025 - 1º turno                                   | -                                                                          | 46’                                                                        |
| 16-11-2024                                                                 | Qəbələ                                                                     | Azerbaigian                                                                | 0 – 0                                                                      | Estonia                                                                    | UEFA Nations League 2024-2025 - 1º turno                                   | -                                                                          | 63’ 88’                                                                    |
| 19-11-2024                                                                 | Solna                                                                      | Svezia                                                                     | 6 – 0                                                                      | Azerbaigian                                                                | UEFA Nations League 2024-2025 - 1º turno                                   | -                                                                          | 46’                                                                        |
| 22-3-2025                                                                  | Baku                                                                       | Azerbaigian                                                                | 0 – 3                                                                      | Haiti                                                                      | Amichevole                                                                 | -                                                                          | 46’                                                                        |
| 25-3-2025                                                                  | Masazır                                                                    | Azerbaigian                                                                | 0 – 2                                                                      | Bielorussia                                                                | Amichevole                                                                 | -                                                                          |                                                                            |
| Totale                                                                     |                                                                            | Presenze                                                                   | 13                                                                         |                                                                            | Reti                                                                       | 0                                                                          |                                                                            |